# Château d'Escroux
Le château d'Escroux est un ancien château fort du sud de la France, aujourd'hui en ruines, situé à Escroux dans le Tarn. Longtemps possession de l'importante famille locale de Beyne, ses vestiges sont aujourd'hui en cours de rénovation. 

## Historique

### Origine
La date de construction du château d'Escroux n'est pas connue. Il est sûrement antérieur au XIIIe siècle et l’œuvre de la famille d'Escroux, qui possède alors la seigneurie éponyme.

### La famille de Beyne
En 1242, lorsqu'Augustin de Beyne épouse Isabelle d'Escroux, fille-héritière du seigneur Gaspard d'Escroux, il reçoit en dot la seigneurie et le château. L'édifice reste alors dans la famille de Beyne jusqu'au XVIIIe siècle, tandis que celle-ci possédait dans le même temps les seigneuries d'Escroux et de Berlats. Cette dernière appartenait aussi à Gaspard d'Escroux.
Dans la seconde moitié du XVIe siècle, Florent de Beyne fait reconstruire l'édifice. Lors des guerres de Religion, lui puis son fils Charles et petit-fils Jean, se rallient à la cause protestante.Le château est ainsi assiégé en 1628, lors des rébellions huguenotes menées par le duc de Rohan, par les troupes catholiques du prince de Condé. Ce dernier s'en empare, alors que Jean de Beyne est parti à Viane aider les protestants à tenir le siège de la ville. Finalement, le capitaine catholique est contraint d'abandonner l'assaut sur Viane, puis de libérer le château d'Escroux.

### Du XVIIIe à aujourd'hui
Le fils de Jean de Beyne, Charles, n'a que deux filles, dont l'aînée Elisabeth épouse Jean-Louis de Durant de Bonne, seigneur de Sénégas. L'aîné de leurs onze fils, Daniel Jean-Louis de Bonne de Sénégas (1714-1794) obtient le château d'Escroux, ainsi que Berlats et la Capelle. 
L'édifice est malheureusement détruit en grande partie lors de la Révolution française.
En 1826, le cadastre révèle que le château appartient désormais au suppléant du juge de paix de Lacaune, nommé Ouradou. La famille Enjalbal l'achète ensuite, puis le partage avec la famille Gros (fin XIXe siècle) et Carayon (début XXe siècle). Au début du XXIe siècle, il appartient aux descendants des trois familles.

### Rénovation
Il faut alors attendre 2005 pour que le château soit racheté par un particulier, Frédéric Murgaz. Celui-ci entreprend des travaux afin de délimiter l'emplacement de l'ancienne bâtisse, dont il ne demeure aujourd'hui que de rares vestiges
Passionné d'histoire et d'architecture, ce dernier entre en contact avec Xavier Canat et François Cros (ancien maire d'Escroux) qui publient bientôt un travail de recherche sur le château,.

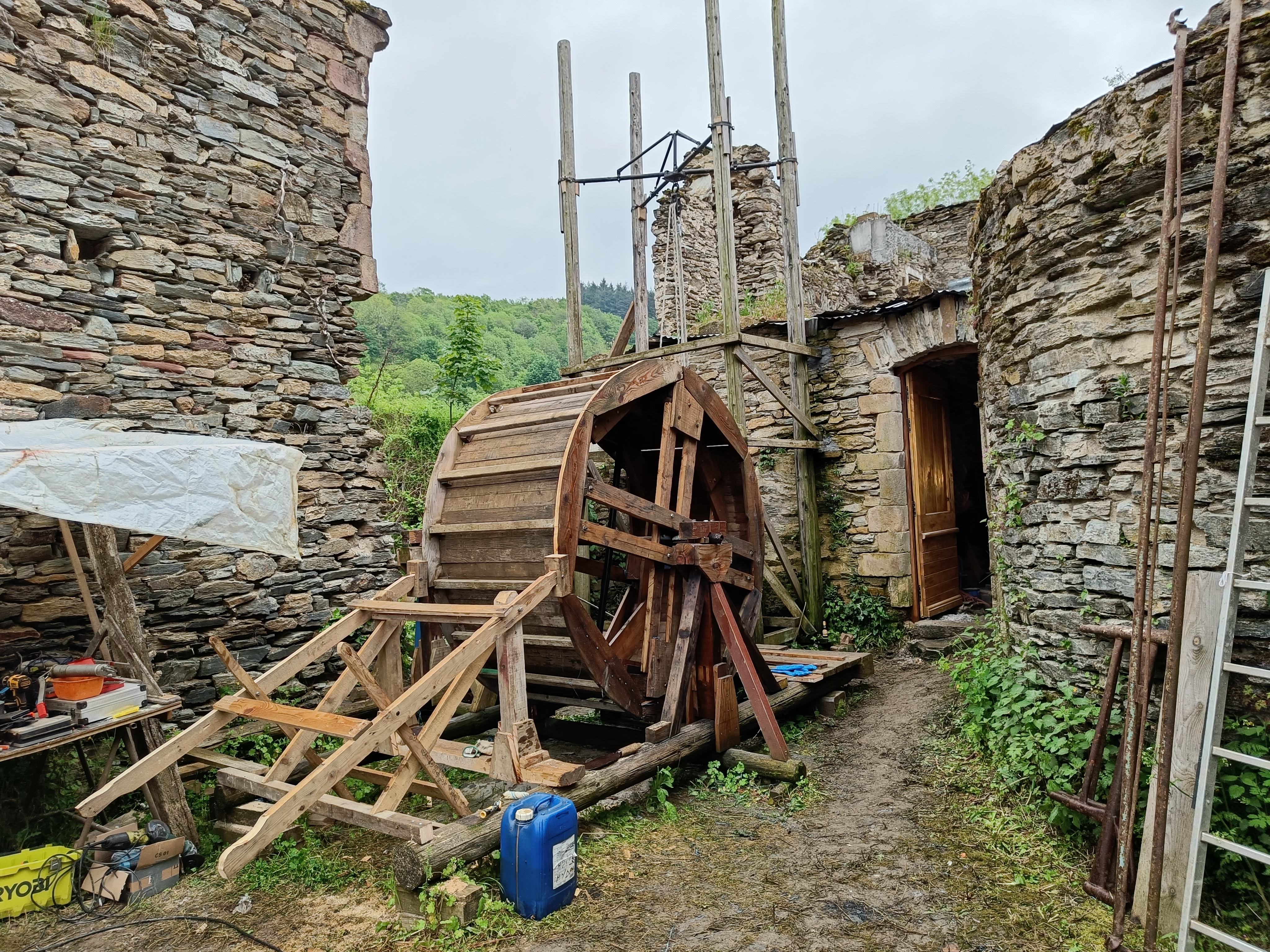
Cage d'écureuil (ou roue de carrier) du Château d'Escroux

Depuis juillet 2017, un groupe d'artisans amateurs se réunit annuellement afin de redonner une seconde jeunesse à ce lieu chargé d'histoire. Très inspirés par la rénovation du château fort de Guédelon, des techniques artisanales d'époques sont déployées sur le château, notamment la construction d'une cage d'écureuil commencée en mai 2018 et terminée en mai 2024.

## Architecture
Les ruines du château d'Escroux sont situées sur une colline au-dessus du Gijoussel. Elles s'organisent autour d'une cour intérieure, et profitaient de la pente naturelle du terrain pour organiser la défense de l'édifice. L'entrée était donc à l'ouest, avec un aplomb à l'est et au nord. Un pigeonnier et une grange complétaient le tout.
Une tour ronde, avec des meurtrières et une double bouche à feu, protégeait l'entrée. Au sud-est, le logis seigneurial s'articulait selon un plan en L, avec une massive cheminée seigneuriale du château, qui demeurée en très bon état, a été déplacée dans la cuisine du château de Nages en 2018. Le rez-de-chaussée du logis était occupé par les cuisines et les stockages, dans des salles voûtées. Une tour d'escalier en vis dans l'angle ouest offrait un accès direct à la grande salle de l'étage. Une galerie extérieure permettait certainement l'accès aux autres pièces. 
Les encadrements d'ouverture sont en grès rose, rouge ou veiné d'Aveyron, avec des moulures toriques. Certaines fenêtres sont à meneaux. Les murs sont en schiste et mortier.
Aujourd'hui, on peut apercevoir les ruines d'une tour d'angle, une fenêtre à croisée, ainsi qu'un pigeonnier en décrochement.